# Zeroshell
Zeroshell era una piccola distribuzione GNU/Linux per server e dispositivi embedded il cui scopo è di fornire i principali servizi di rete. Come il suo nome lascia intendere, non è necessario utilizzare una shell ad interfaccia a riga di comando per amministrare e configurare Zeroshell, poiché è disponibile un'interfaccia web utile allo scopo.
Zeroshell è disponibile nel formato di LiveCD, CompactFlash e di immagine VMWare. Il 30 Settembre 2021 il progetto è giunto alla fine del suo supporto e il dominio è stato disattivato.

## Servizi offerti
- Server RADIUS compatibile con gli standard IEEE 802.1X e Wi-Fi Protected Access (WPA/WPA2) per l'autenticazione delle reti Wi-Fi;
- Captive portal per l'autenticazione sulla rete mediante web browser. Le credenziali possono essere verificate mediante un Radius server, un KDC Kerberos 5 (come per esempio il KDC di Active Directory);
- QoS e traffic shaping per il controllo della banda massima, della banda garantita e della priorità di alcuni tipi di traffico come per esempio il VoIP e il Peer-to-peer;
- VPN host-to-LAN e LAN-to-LAN mediante i protocolli IPSec/L2TP e OpenVPN;
- Routing e Bridging con supporto per le VLAN IEEE 802.1Q;
- Firewall Packet Filter e Stateful Packet Inspection (SPI);
- Filtri Layer 7 per bloccare o limitare le connessioni generate da client peer-to-Peer;
- TCP (Transmission Control Protocol) e UDP (User Datagram Protocol) virtual server (Port Forwarding);
- Server DNS (Domain name system) multizona;
- Server DHCP (Dynamic Host Configuration Protocol) multi subnet;
- Client PPPoE per la connessione alla WAN (Wide area network) mediante ADSL;
- Client DNS dinamico per DynDNS;
- Client e server NTP (Network Time Protocol) per la sincronizzazione dell'orario nella LAN;
- Server Syslog per la ricezione e la catalogazione dei log di dispositivi remoti;
- Autenticazione Kerberos 5;
- Server LDAP;
- Autorità di certificazione X.509;
- NetBalancer (Bilanciamento e Failover di connessioni multiple a Internet);
- Supporto modem 3G - UMTS/HSDPA

## Hardware
Zeroshell viene installato su hardware embedded progettati e prodotti da alcune aziende.